# Libnotes (Libnotes) palaeta
Libnotes (Libnotes) palaeta is een tweevleugelige uit de familie steltmuggen (Limoniidae). De soort komt voor in het Oriëntaals en Australaziatisch gebied.